# Emmesomyia dexiaria
Emmesomyia dexiaria är en tvåvingeart som först beskrevs av Stein 1904.  Emmesomyia dexiaria ingår i släktet Emmesomyia och familjen blomsterflugor.
Artens utbredningsområde är Colombia. Inga underarter finns listade i Catalogue of Life.